# Міз-ан-абім

Дієго Веласкес «Меніни»

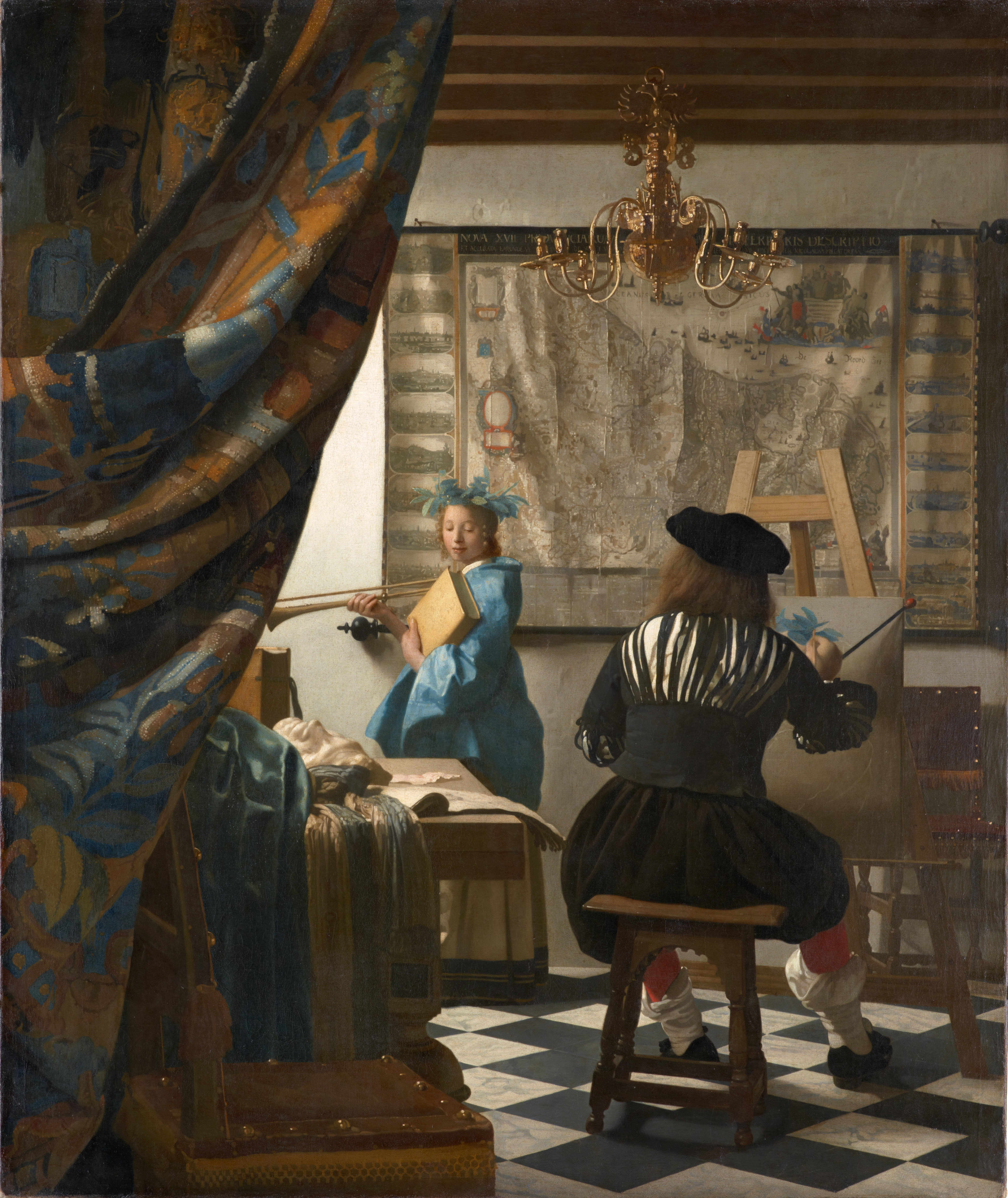
Ян Вермер, «Алегорія живопису» — картина про те, як малюється картина.

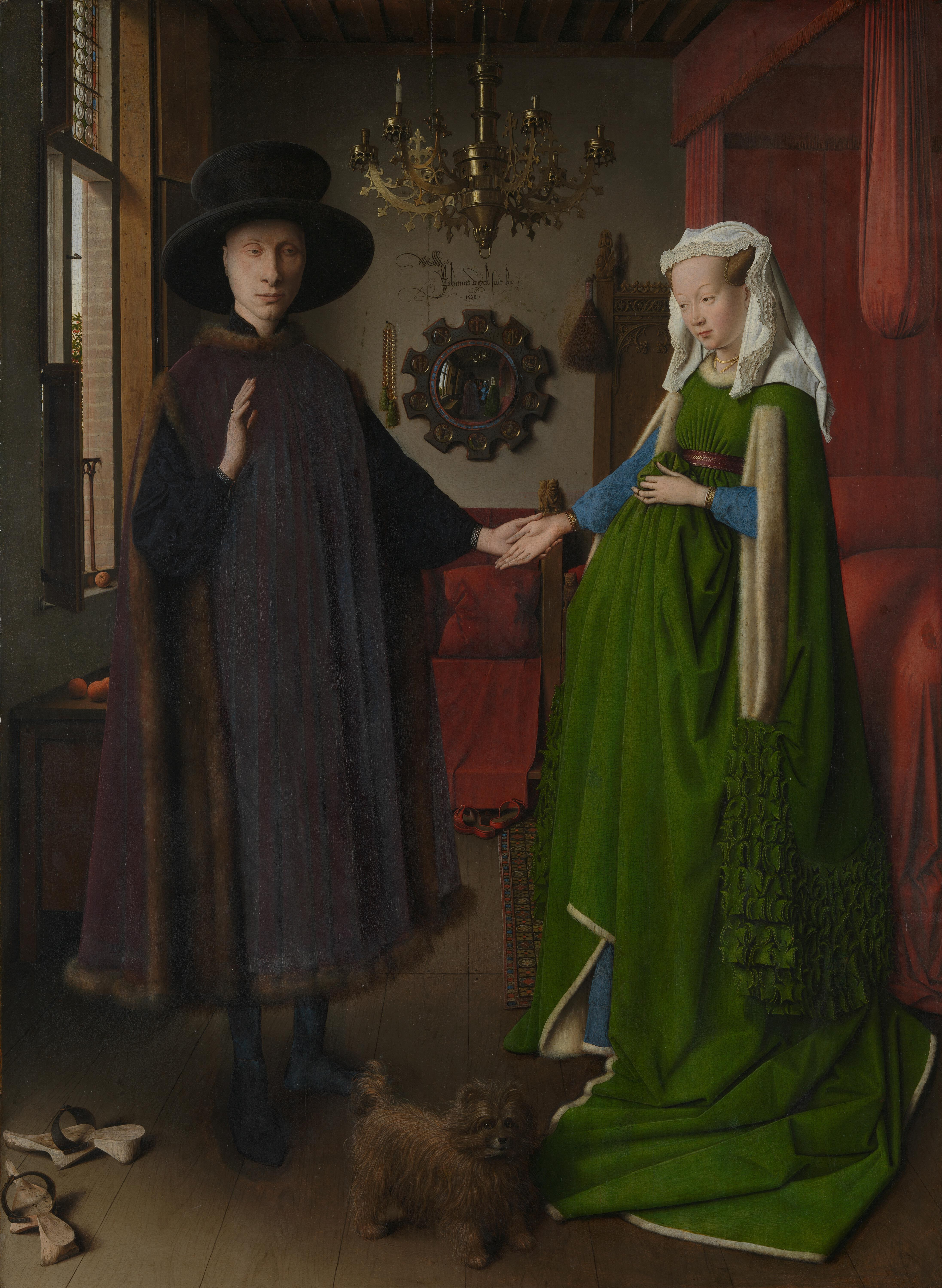
Ян ван Ейк. «Портрет подружжя Арнольфіні» (1435).

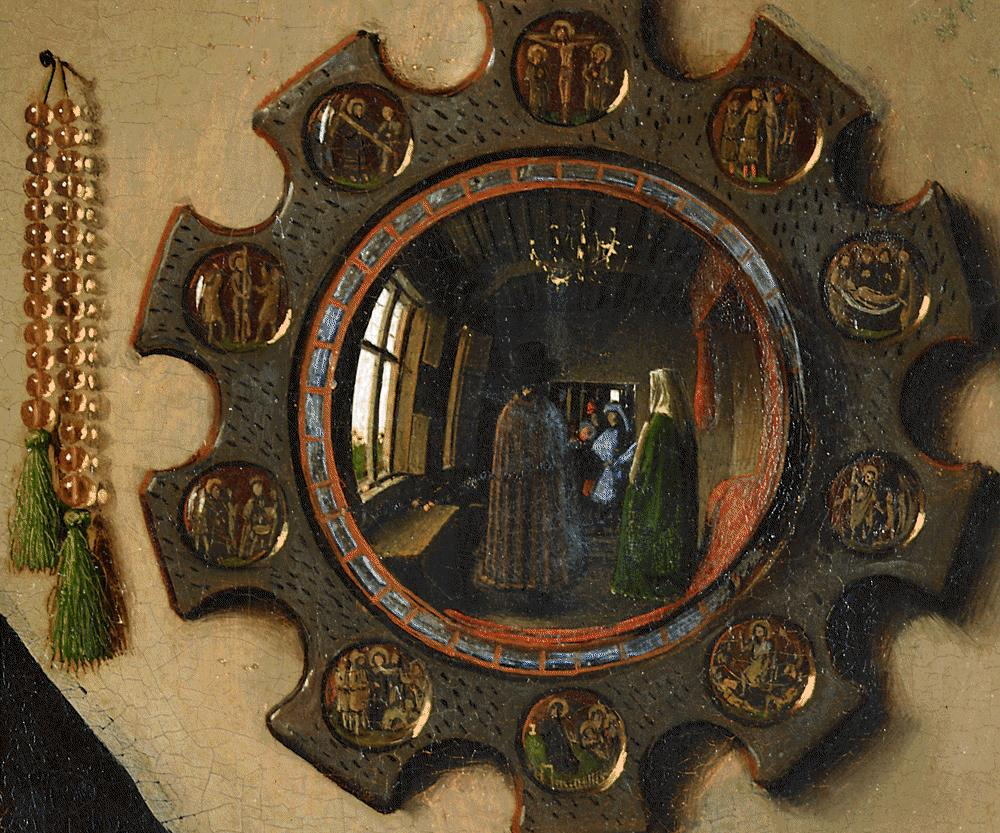
Художник за малюванням портрета подружжя Арнольфіні. Деталь «Портрета подружжя Арнольфіні». Над зеркалом — напис рукою художника: «Тут був Ян ван Ейк»

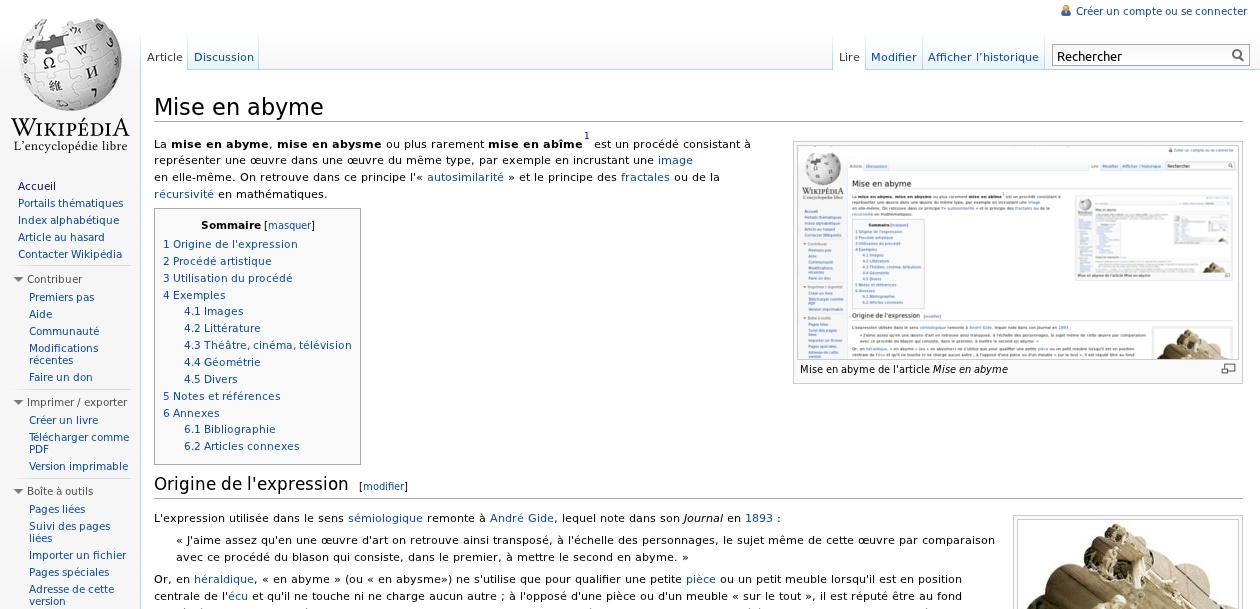
Міз-ан-абім статті французької вікіпедії Mise en abyme

Міз-ан-абім (фр. Mise en abyme фр. вимова: [miz ɑ̃n‿abim], іноді фр. mise en abîme) — рекурсивна художня техніка, відома в просторіччі як «сон уві сні», «розповідь у розповіді», «вистава у виставі», «фільм у фільмі» або «картина в картині».
Термін прийшов з середньовічної геральдики, де французьким словом abyme (написання, нині застаріле) позначався мініатюрний герб у центрі герба. Mise en abyme означало «помістити геральдичний елемент у центр герба». У сучасному значенні — це метонімічне відтворення фігури всередині себе самої. Цей геральдичний термін вперше вжив на початку XX століття письменник Андре Жід, який використав прийом міз-ан-абім в своєму романі «Фальшивомонетники».

## У живописі
Окремі твори живопису побудовані як дзеркала «об'єктивної» та художньої реальності, що розташовані один проти одного і які до безкінечності відображають одне одного:
- На багатьох середньовічних фресках і мозаїках зображені ктитори, які вручають Христу або Богородиці мініатюрне зображення храму, в якому знаходиться відповідна фреска або мозаїка.
- У «Портреті подружжя Арнольфіні» Яна ван Ейка на стіні за постатями портретованих висить невелике опукле дзеркало, в якому видно, як художник малює портретованих і те саме дзеркало, в якому відображений він сам тощо.
- Під впливом ван Ейка той самий «ефект уробороса» використали у своїх портретах Ганс Мемлінг і Квентін Массейс, а також Дієго Веласкес в знаменитому парадному портреті королівського сімейства «Меніни».

## У літературі
- У арабо-індійський збірці «Тисяча і одна ніч» рясніють оповіді всередині оповідей, які складають запаморочливі у своїй багатодонності наративні побудови.
- У середньовічній літературі («Декамерон», «Кентерберійські розповіді», «Веталапанчавіншаті») безліч оповідань або казок часто нанизані на єдину рамкову історію.
- У «Гамлеті» Шекспіра головний герой ставить п'єсу, яка відображає і пародіює події самої п'єси «Гамлет» (сцена «мишоловки»).
- В китайському романі «Сон у червоному теремі» також використовується цей прийом, наприклад коли головний герой бачить сон про те, що сам він спить.
- Ян Потоцький написав «Рукопис, знайдений у Сарагосі» скриньковим стилем (пол. powieść szkatułkowa): оповідач і його герої постійно розповідають один одному історії, усередині яких найчастіше виявляються історії героїв цих історій. Роман складається з більш ніж ста оповідань, які хитромудро переплітаються і перетинаються одне з одним. Менш складно влаштовані приклади «літературних скриньок» епохи романтизму — «Мельмот Блукач» Ч. Р. Метьюріна і «Герой нашого часу» М. Ю. Лермонтова.
- В романі Марселя Пруста «У пошуках втраченого часу» головний герой Марсель врешті береться писати роман, в якому збирається описати власне життя, а частина роману «Кохання Свана» є міз-ан-абімом кохання Марселя до Альбертіни, що розгортається протягом майже всього твору.
- В японському народному оповіданні (кайдані) «Сон Акіносуке», перекладеному англійською Лафкадіо Герном, головному героєві наснилося, що він кілька років царював в іншій країні, поки не померла його дружина царської крові. Однак місця і сліди всього, що відбувалося з ним у сні він згодом знайшов, розкопуючи мурашник, розташований неподалік :

|  | Та це ж імператор з мого сну! - закричав Акіносуке. - А ця велика споруда - палац Токое! Тепер я впевнений, що знайду пагорб Ханріеке та могилу принцеси. - Він копав і копав, перевертаючи землю, і нарешті побачив маленький горбок, на вершині якого лежав камінчик, що своєю формою нагадував буддійський надгробок. А під ним він виявив закопане в глину мертве тіло мурашиної самиці. |

- В романі Андре Жіда «Фальшивомонетники» герой роману пише сам цей роман.
- Роман Андрія Бєлого «Петербург» побудований на багаторівневому акті творчої уяви: оповідач в пориві «мозкової гри» вигадував фігуру «свого» сенатора, сенатор — «тіньовий» образ свого вбивці Дудкіна, Дудкін — демонічного перса Шішнарфне, який дає йому накази і труїть мозок алкоголем, а той у його галюцинаціях мутує в Мідного вершника, який розгулює по ночах петербурзькими вулицями.
- Роман Жоржа Перека «Кабінет аматора» описує написання самого цього роману.
- У прозі модернізму техніка міз-ан-абім застосовується навіть в дуже коротких оповіданнях, що займають лише кілька сторінок:
  - В оповіданні Владіміра Набокова «Набір» реалістичний нарис про берлінського пенсіонера, породженого уявою оповідача, що сидить навпроти нього в парку, а оповідач — лише «представник» автора.
  - Кожен персонаж — породження сну іншої свідомості в притчі Хорхе Луїса Борхеса «У колі руїн». В кінці протагоніст розуміє, «що він сам теж лише привид, який бачиться уві сні комусь іншому».
  - У Хуліо Кортасара в оповіданні «Безперервність парків» головний герой читає роман про людину, яка скрадається парком і залазить в будинок, щоб убити того, хто читає цей роман.
- Прийом міз-ан-абім часто використовувався авторами французького нового роману:
  - Наталі Саррот, в романі «Золоті плоди»
  - Мішель Бютор, в романі «L'Emploi du temps»
  - Міз-ан-абім є базовою технікою сюжетотворення в експериментальних текстах Алена Роб-Ґріє починаючи з роману «У лабіринті» (1959)

## У кінематографі
Багаторівневі конструкції з оповідями в оповідях та сновидіннями в сновидіннях були освоєні майстрами європейського артхаусу в 1960-ті і 1970-ті роки («Селін і Жюлі зовсім забрехалися» Жака Ріветта, «Провидіння» Алена Рене, польська екранізація роману «Рукопис, знайдений у Сарагосі»). Часто розмиває кордони між реальністю і вигадкою в своїх сценаріях Чарлі Кауфман. Нерідко оповідь в оповіді містить завуальований коментар з приводу того, що відбувається в основній оповіді (Кшиштоф Кесьловський: «Подвійне життя Вероніки»). Іноді нашарування реальностей викликає ефект дезорієнтації — як для дійових осіб, так і для глядачів фільму («Екзистенція» Девіда Кроненберга, «Початок» Крістофера Нолана).